# Kostel svaté Anny (Telč)
Kostel svaté Anny je římskokatolický chrám ve městě Telč v okrese Jihlava. Nachází se východně od Vnitřního Města u Štěpnického rybníka, v areálu nového hřbitova. Je chráněn jako kulturní památka České republiky.
Je filiálním kostelem telčské farnosti.

## Historie
O vybudování nového hřbitova bylo rozhodnuto v roce 1672, kdy došlo k uzavření starého hřbitova, jenž se nacházel u farního kostela svatého Jakuba Staršího. K postavení kostela svaté Anny pak došlo v letech 1695–1698 a finančně se na stavbě podíleli místní jezuité. Realizaci provedli stavitel Antonio Scotti a zednický mistr Lorenc za pomoci dalších devíti osob.

## Výzdoba
V průčelí kostela se ve výklencích nachází sochy svatého Valentina a svatého Mikuláše, jejichž autorem byl David Lipart. Před vchod na hřbitov pak byla umístěna socha svatého Donáta.
Co se týká vnitřního vybavení kostela, tak na hlavním oltáři se nachází obraz s vyobrazením Panny Marie a svaté Anny, jehož doplňuje sloupoví a figury světců a světic. Předlohou byl pravděpodobně obraz od Antona Rondeze z roku 1720. Dále jsou zde oltáře svaté Barbory a svatého Jana Nepomuckého, které byly vytvořeny někdy na přelomu 17. a 18. století. Na nich sloupoví a postavy svatých doplňují rostlinné motivy. Dále se zde nachází boční oltář Panny Marie Bolestné, na němž se podílel řezbář Štěpán Pagan z Třebíče. Také je zde umístěna jediná dochovaná ukázka řezbářství ve středověku na území Telče, kterou je socha svatého Jana Evangelisty z roku 1420, vytvořená pravděpodobně v tzv. krásném slohu. Kazatelna byla do kaple přenesena roku 1892 z kostela sv. Jakuba.